# Psalmopoeus
Genre
Psalmopoeus est un genre d'araignées mygalomorphes de la famille des Theraphosidae.

## Distribution
Les espèces de ce genre se rencontrent en Amérique du Sud, en Amérique centrale, aux Antilles et au Mexique.

## Liste des espèces
Selon World Spider Catalog (version 25.0, 11/05/2024) :
- Psalmopoeus cambridgei Pocock, 1895
- Psalmopoeus chronoarachne Peñaherrera-R. & León-E., 2023
- Psalmopoeus ecclesiasticus Pocock, 1903
- Psalmopoeus emeraldus Pocock, 1903
- Psalmopoeus irminia Saager, 1994
- Psalmopoeus langenbucheri Schmidt, Bullmer & Thierer-Lutz, 2006
- Psalmopoeus maya Witt, 1996
- Psalmopoeus plantaris Pocock, 1903
- Psalmopoeus pristirana Dupérré & Tapia, 2024
- Psalmopoeus pulcher Petrunkevitch, 1925
- Psalmopoeus reduncus (Karsch, 1880)
- Psalmopoeus satanas Peñaherrera-R. & León-E., 2023
- Psalmopoeus victori Mendoza, 2014

## Systématique et taxinomie
Ce genre a été décrit par Pocock en 1895 dans les Selenocosmiidae.

## En captivité
Les espèces de ce genre se rencontrent en terrariophilie.

## Publication originale
- Pocock, 1895 : « On a new and natural grouping of some of the Oriental genera of Mygalomorphae, with descriptions of new genera and species. » Annals and Magazine of Natural History, sér. 6, vol. 15, p. 165-184 (texte intégral).